# 801 ق م
801 ق م أو 801 قبل الميلاد هي سنة من العقد 80 ق م في التقويم اليولياني البروليبتي (التقويم الميلادي). تسبقها سنة 802 ق م وتليها سنة 800 ق م.

## أحداث
- القرن 8 ق م

## مواليد
- مردوخ أبلا إيدينا الثاني
- يوثام ملك يهوذا
- آشور نيراري الخامس
- اوسركون الرابع
- تيريماس المقدوني
- نبو موكين زيري
- شلمنصر الخامس
- بعنخي
- طهارقة
- شبتكو
- حزقيا
- إبار
- تنوت أماني
- نبو شوما أوكين الثاني
- غيغس
- تف ناخت
- نبوناصر
- كاشتا
- شباكا
- سرجون الثاني
- آسرحدون

## وفيات
- بامي
- إيريبا مردوخ
- كوينوس بن كارانوس
- شمشي إيلو
- يوثام ملك يهوذا
- با كن رع نف
- هوميروس
- هسيود
- اوسركون الرابع
- نبو موكين زيري
- كارانوس بن تيمينوس
- نبو شوما أوكين الثاني
- مردوخ أبلاصر
- تف ناخت
- نبو نادين زيري
- شباكا
- كاروماما الثانية

## كتب
- Yves Denis Papin (1998). Chronologie de l'histoire ancienne. Lieu de publication non identifié: Éditions Jean-paul Gisserot. ISBN:2-87747-346-5. OCLC:40746926. مؤرشف من الأصل في 2022-03-16.
- أحمد محمد عوف (2000)، موسوعة حضارة العالم، QID:Q12246226

## وصلات خارجية
- صفحة السنة على موقع onthisday.com
- سنة 801 ق م على موقع المكتبة الوطنية الفرنسية